# Leopold Nikolaus von Ende
Leopold Nikolaus von Ende (ur. 6 grudnia 1715 w Halle (Saale), zm. 14 kwietnia 1792 w Alt Jeßnitz), saski polityk.
Od roku 1766 do 26 marca 1777 był pierwszym ministrem Elektoratu Saksonii.